# Balotaszállás
Balotaszállás (horvátul: Blato) község Bács-Kiskun vármegyében, a Kiskunhalasi járásban.

## Fekvése
Az Alföldön, a Kiskunságban, a Duna-Tisza közi homokhátság és a Bácskai löszös hát találkozásánál, Bács-Kiskun vármegye délkeleti részén fekszik Kecskeméttől, a megyeszékhelytől mintegy 90 kilométernyire dél-délnyugatra, Kiskunhalastól pedig 10 kilométerre délre.
A szomszédos települések: észak felől Kiskunhalas, északkelet felől Zsana, kelet felől Pusztamérges, délkelet felől Ruzsa és Öttömös, dél felől Kelebia, délnyugat felől Kisszállás, nyugat felől pedig Kunfehértó.

### Megközelítése
Legfontosabb közúti megközelítési útvonala az 53-as főút, amely lakott területétől néhány száz méterre nyugatra halad el. A főútról az 5413-as útra letérve juthatunk a faluba, ugyanez az út köti össze Öttömössel is, Pusztamérges felől pedig az 5429-es út vezet a településre.
A hazai vasútvonalak közül a községet a MÁV 150-es számú Budapest–Kelebia-vasútvonala érinti, amelynek egy megállási pontja van itt, Balotaszállás vasútállomás a belterület nyugati szélén, közvetlenül az 5413-as út vasúti keresztezése mellett, annak déli oldalán.

## Története
A régészeti leletek tanúsága szerint szarmaták és avarok is éltek a területen.
A tatárjárás idején elpusztult, s a magyar lakosság helyére IV. Béla kunokat telepített. A legenda szerint nevét Balta kun kapitánytól kapta a falu. Az 1493-ban a kun szállások határainak tisztázására kiadott királyi oklevélben szerepel Baltha-szállása neve is. A török megszállás idején, 1566-ban elpusztult, majd Kiskunhalas egyik pusztája lett.
1952 óta önálló község.

## Közélete

### Polgármesterei
- 1990–1994: Németh Vendel (MDF-KDNP)[3]
- 1994–1998: Németh Vendel (független)[4]
- 1998–2002: Németh Vendel (független)[5]
- 2002–2006: Németh Vendel Imre (független)[6]
- 2006–2010: Huszta István (független)[7]
- 2010–2014: Huszta István (független)[8]
- 2014–2019: Huszta István (független)[9]
- 2019–2024: Huszta István (független)[10]
- 2024– : Huszta István (független)[1]

## Népesség
A település népességének változása:
| Lakosok száma | 1492 | 1495 | 1499 | 1447 | 1425 | 1414 | 1441 |
|               | 2013 | 2014 | 2018 | 2021 | 2022 | 2023 | 2024 |

2001-ben lakosságából 30 fő cigány, 1 német és 1 román nemzetiségűnek vallotta magát, a többiek magyarnak.
A 2011-es népszámlálás során a lakosok 95,3%-a magyarnak, 3,9% cigánynak, 0,6% németnek, 0,3% románnak mondta magát (4,6% nem nyilatkozott; a kettős identitások miatt a végösszeg nagyobb lehet 100%-nál).
2022-ben a lakosság 89,1%-a vallotta magát magyarnak, 3,6% cigánynak, 1,1% németnek, 0,1-0,1% ukránnak, ruszinnak, szerbnek és görögnek, 2,9% egyéb, nem hazai nemzetiségűnek (10,9% nem nyilatkozott; a kettős identitások miatt a végösszeg nagyobb lehet 100%-nál).

## Vallás
A 2001-es népszámlálás tanúsága szerint akkor a lakosok kb. 64%-a római katolikus, kb. 9,5%-a református, kb. 0,5-0,5%-a evangélikus, illetve görögkatolikus vallású volt, mintegy 0,5%-a pedig más egyházhoz vagy felekezethez tartozott. Nem volt tagja egyetlen egyháznak sem, vagy nem válaszolt mintegy 25%.
2011-ben a vallási megoszlás a következő volt: római katolikus 49,1%, református 8,4%, evangélikus 0,1%, görög katolikus 0,2%, felekezeten kívüli 30,5% (10,9% nem nyilatkozott).
2022-ben vallásuk szerint 30,7% volt római katolikus, 5,8% református, 0,2% evangélikus, 0,1% görög katolikus, 1,2% egyéb keresztény, 1,1% egyéb katolikus, 14,5% felekezeten kívüli (46,5% nem válaszolt).
A római katolikus egyház szervezetében a település a Kalocsa-Kecskeméti főegyházmegye (érsekség) Kiskunsági főesperességének Majsai esperesi kerületébe tartozik. Nem önálló plébánia. A Kiskunhalas-alsóvárosi plébániához tartozik mint filia, kápolnájának titulusa Sarlós Boldogasszony.
A Dunamelléki Református Egyházkerület Bács-Kiskunsági református egyházmegyéjébe tartozik, de nem önálló anyaegyházközség.
A Déli evangélikus egyházkerület Bács-Kiskun egyházmegyéjében lévő Kiskunhalasi Evangélikus Egyházközséghez tartozik mint szórvány.

## Természeti értékek
- Arborétum, amely szürkenyár-génrezervátum mintegy 68 fajta nyárfával. Felelős gazdája a sárvári Erdészeti Tudományos Intézet.

## Nevezetességei
- Az 1999-ben épült római katolikus (Sarlós Boldogasszony-) kápolna
- Kőkereszt
- Harangláb
- Első világháborús emlékmű
- Emlékoszlop: a Négyeshatáron (Balotaszállás, Öttömös, Pusztamérges, Zsana határainak találkozásánál) álló, a települések címereivel díszített kopjafa
- A tatárjárás előtti települések templomainak helyét jelölő, a millennium tiszteletére állított emlékoszlopok
- Tájház-bemutató a Művelődési Házban
- Emlékpark
- Csengő- és kolompgyűjtemény (magánkiállítás, csak bejelentésre látogatható)
- A Dietrich-féle nádfedeles pince és présház